# SBS M

SBS Mのロゴ

SBS M（エスビエスエム、朝: 에스비에스엠）は、韓国のケーブルテレビ、音楽専門チャンネルとして2001年MTVコリアを経て2011年SBS MTVにチャンネル名を改称して開局した。
韓国のポップアーティスト、国際音楽、そしてニュース、リアリティとバラエティ番組を提供している。
SBSメディアネットが所有しており、本社はソウルにある。

## 概略
2001年 MTVの韓国版として発売し、MTVコリアという名前で開局し、2011年SBSとパラマウントネットワークと合作してSBS MTVとなった。後にMTVとSBS MTVの番組、SBSプラスの番組を一緒に編成し、2022年7月1日にチャンネル名をSBS Mに変更した。ちょうどニコロデオンで終了した。 2025年にチャンネルザ・ムービーに買収され、THE Mに変更される予定である。

## 主な番組
- THE SHOW
- K-POP 20（朝鮮語版）